# Trygve Brodahl
Trygve Brodahl (* 20. August 1905 in Hønefoss; † 11. April 1996 in Hønefoss) war ein norwegischer Skilangläufer.
Brodahl, der für den Fossekallen IL startete, hatte seinen ersten internationalen Erfolg bei den nordischen Skiweltmeisterschaften 1930 in Oslo. Dort gewann er die Silbermedaille über 17 km. Zudem errang er dort den 18. Platz über 50 km. Im selben Jahr wurde er norwegischer Meister über 30 km. Im Jahr 1934 errang er beim Holmenkollen Skifestival den dritten Platz über 50 km und bei den nordischen Skiweltmeisterschaften 1934 in Sollefteå den 21. Platz über 50 km und den 17. Platz über 18 km. Im folgenden Jahr gewann er bei den nordischen Skiweltmeisterschaften in Vysoké Tatry die Bronzemedaille über 50 km. Zudem lief er dort auf den 11. Platz über 18 km. Bei seiner einzigen Olympiateilnahme 1936 in Garmisch-Partenkirchen kam er auf den 11. Platz über 50 km. Bei den nordischen Skiweltmeisterschaften 1938 in Lahti belegte er den 88. Platz über 18 km. Im Jahr 1939 gewann er den 18-km-Lauf beim Holmenkollen Skifestival und erhielt dafür die Holmenkollen-Medaille. Außerdem wurde er im selben Jahr erneut norwegischer Meister über 30 km.
Sein Bruder Sverre war als Skilangläufer und Nordischer Kombinierer aktiv.